# تاملا
تامِّلا (به فنلاندی: Tammela) یک منطقهٔ مسکونی در فنلاند است که در تاواستیای اصلی واقع شده‌است.